# Gargaphia patricia
Gargaphia patricia är en insektsart som först beskrevs av Carl Stål 1862.  Gargaphia patricia ingår i släktet Gargaphia och familjen nätskinnbaggar. Inga underarter finns listade i Catalogue of Life.